# Unification3 Melody feat Minori Chihara
『Unification3 Melody feat Minori Chihara』（ユニフィケーション・スリー・メロディー・フィート・ミノリ・チハラ）は、Crustaceaの3枚目のカバーアルバム。2012年12月26日にLantisから発売された。

## 概要
前作『Unification2 Melody from Minori Chihara〜nostalgia〜』から約1年10か月ぶりとなるアルバム。ファンクラブ設立5周年ということもあり、Crustaceaとのコラボライブを茅原が切望しいたため、その流れでカバーアルバム第3弾も作ろうという結論に至った。なお今作では茅原も全10曲中8曲にヴォーカリストとして参加しているが、茅原自身は全曲歌いたかったという。レコーディングは、通常1時間程度で終わる茅原の作品と違い、6時間を要した曲もあってきつかったことを告白している。

## 批評
CDジャーナルは、「弦楽アレンジしたインスト、茅原のボーガルが加わった『Unification』シリーズの集大成である。」と評した。

## 収録曲
（全編曲：室屋光一郎）
1. TERMINATED [6:30] 
歌：茅原実里
作詞：畑亜貴、作曲：菊田大介
原曲と違い、キーを半音下げている他、曲の途中で『境界線上のホライゾン』の挿入歌である「通し道歌」が入れられている[4]。
2. Dream Wonder Formation [5:26]
作曲：菊田大介
3. Celestial Diva [5:15]
歌：茅原実里
作詞：宝野アリカ、作曲：上松範康
4. Melty tale storage [5:48]
歌：茅原実里
作詞：畑亜貴、作曲：菊田大介
5. 純白サンクチュアリィ [5:01]
歌：茅原実里
作詞：畑亜貴、作曲：菊田大介
6. Lush march!! [4:52]
歌：茅原実里
作詞：畑亜貴、作曲：虹音
7. everlasting... [5:19]
歌：茅原実里
作詞：こだまさおり、作曲：藤末樹
8. 蒼い孤島 [5:26]
歌：茅原実里
作詞：畑亜貴、作曲：俊龍
9. Say you? [5:20]
作曲：菊田大介
10. 枯れない花 [5:05]
歌：茅原実里
作詞・作曲：茅原実里
唱歌風の曲に仕上がっている[4]。本作の為に製作された曲である[5][6]。